# آنجلا بولاتوویچ
آنجلا بولاتوویچ (انگلیسی: Anđela Bulatović؛ زادهٔ ۱۵ ژانویهٔ ۱۹۸۷) بازیکن هندبال اهل مونته‌نگرو است.